# Francolin gris
Francolinus pondicerianus
Espèce
Statut de conservation UICN

 LC  : Préoccupation mineure
Le Francolin gris (Francolinus pondicerianus) est une espèce d'oiseaux de la famille des Phasianidae.

## Description
Il pèse environ 250 g. Il est entièrement rayé et le visage est pâle avec une fine bordure noire sur la gorge pâle. La seule espèce similaire est le Francolin peint mais il a un évent roux. Le mâle peut avoir jusqu'à deux éperons sur les pattes alors que les femelles en général en sont dépourvues. Il vole difficilement sur de courtes distances, s'échappant en sous-bois. En vol, il montre une queue et des rémiges primaires marron foncé.

## Répartition

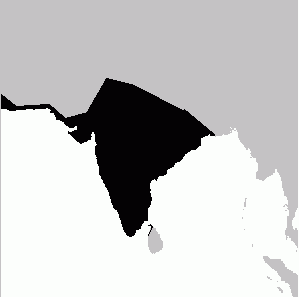
Carte de répartition de l'espèce.

On le trouve normalement se promenant sur le sol nu ou dans les herbes basses dans les broussailles et les espaces ouverts et rarement au-dessus de 500 m d'altitude en Inde et 1 200 m au Pakistan. On le trouve au sud des contreforts de l'Himalaya à l'ouest jusqu'à la vallée de l'Indus et à l'est jusqu'au Bengale. On le trouve également dans le nord-ouest du Sri Lanka. On trouve des populations introduites dans les îles Andaman et archipel des Chagos, ainsi qu'à la Réunion et à Maurice. Il a été aussi introduit dans le Nevada aux États-Unis et à Hawaï, comme plusieurs autres espèces de Francolin. 

## Comportement et écologie
On peut entendre son cri puissant en début de matinée. Les couples se livrent à des duos. Ils se manifestent habituellement en petits groupes.
La saison de reproduction principale s'étend d'avril à septembre et le nid est un trou creusé dans le sol caché dans le terrain. Le nid peut parfois être construit au-dessus du niveau du sol dans la niche d'un mur ou sur un tas de rochers. La couvée est de six à huit œufs mais des couvées plus importantes ont été constatées.
Son alimentation comprend des graines, des céréales ainsi que des insectes, en particulier des termites et des coléoptères (surtout Tenebrionidae et Carabidae). Il peut à l'occasion prendre de plus grandes proies telles que des serpents.
Le francolin gris se perche en groupe dans les arbres peu épineux.
Il peut être parasité par plusieurs espèces d'acariens dans ses plumes, des helminthes et des parasites sanguins.

### Sous-espèces
D'après la classification de référence (version 5.2, 2015) du Congrès ornithologique international, cette espèce est constituée des trois sous-espèces suivantes (ordre phylogénique) :
- F. p. mecranensis Zarudny & Harms, 1913 occupe l’ouest du Pakistan, le sud de l’Iran et le reste de l’aire de répartition, notamment les pays du Golfe Persique ;
- F. p. interpositus Hartert, 1917 inclut F. p. prepositus Koelz 1954, F. p. titar Koelz 1954 et F. p. paganus  Koelz 1954. Cette sous-espèce vit dans le nord de l’Inde et au Pakistan ;
- F. p. pondicerianus (Gmelin, 1789) inclut F. p. ceylonensis Whistler, 1941. Forme nominative qui se rencontre dans le sud de l’Inde et au Sri Lanka.

### Habitat
Le francolin gris a une prédilection pour les plaines sèches ou les vallons plus ou moins désertiques où poussent quelques maigres buissons d’épineux. Il fréquente aussi les abords des villages pourvu qu’il y ait quelque couvert arbustif.  Au Pakistan, Kahn (1997) le signale dans les zones sèches à jujubiers (Zizyphus jujuba) et à soudes (Suaeda sp.). Au Sri Lanka, il occupe les zones côtières arides couvertes de buissons épineux et d’acacias (A. eburnea). Dans le district de Yumana Nagar, Haryana, Inde, Rana et Kalsi (2004) lui ont trouvé une préférence pour les champs de canne à sucre et de sorgho ainsi que pour les plantations d’eucalyptus ; ils signalent aussi qu’il évite les zones complètement découvertes.

### Mœurs

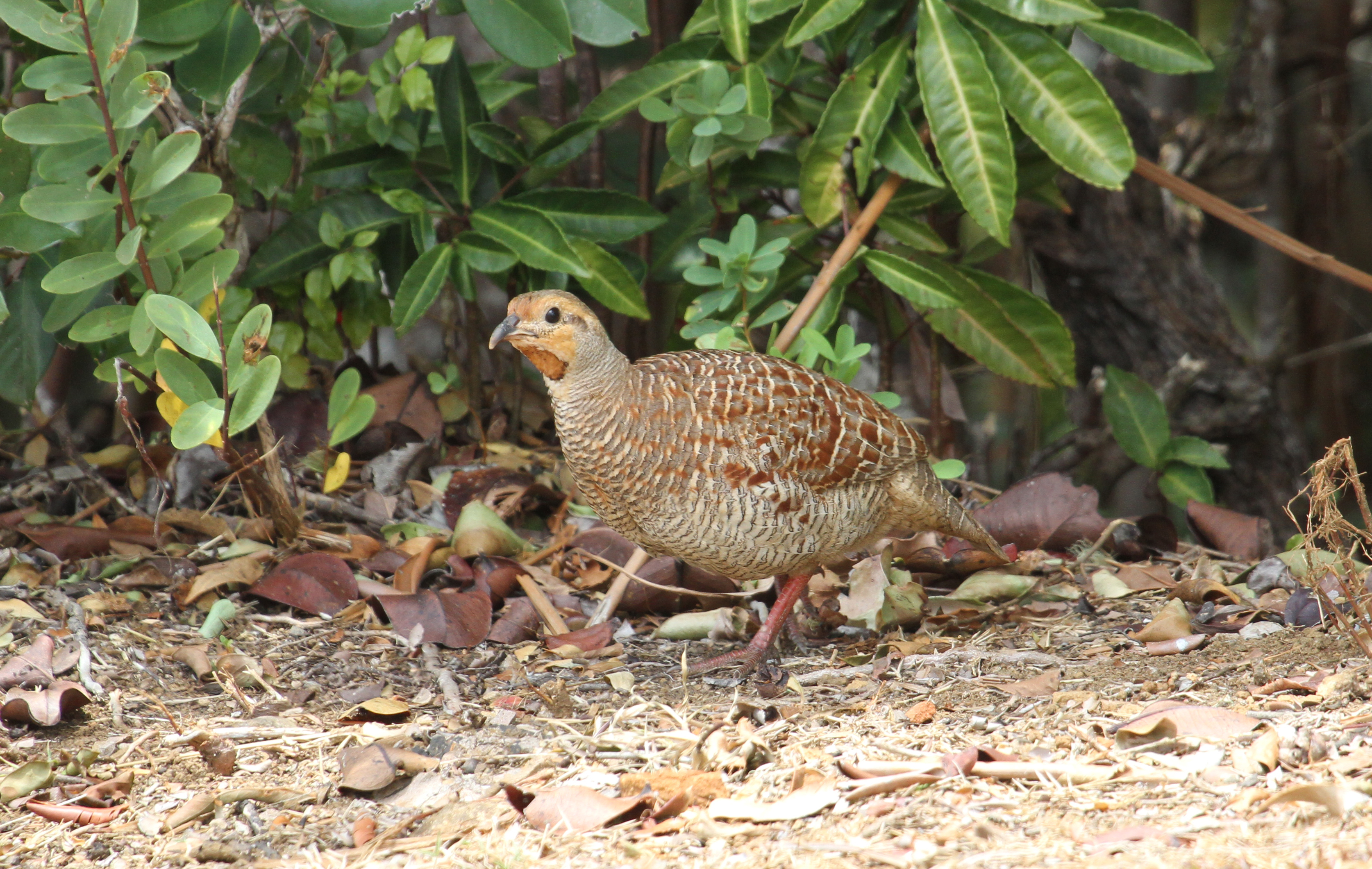
Francolin gris de l'île Maurice

Le francolin gris vit en couple ou en groupes, probablement familiaux, de quelques individus, que l’on peut apercevoir lorsqu’ils se nourrissent sur les pistes ou sur les chemins. En cas d’alarme, toute la compagnie se disperse en courant dans toutes les directions, à la recherche d’un couvert plus épais. Il s’envole rarement mais il le fait alors brutalement et bruyamment, à coup d’ailes rapides, tous les individus s’éparpillant, dans un vol court de 50 à 100 m avant de se reposer et de détaler vers les buissons les plus proches (Wijeyamohan et al. 2003).

### Voix
La voix est métallique et stridente kait-ii-la, kait-ii-la, kait-ii-la. La femelle peut lui répondre en duo par quelques notes hautes tii-tii-tii (Madge & McGowan 2002).

### Nidification
Le nid, simple dépression délimitée par des débris végétaux, est généralement caché à l’abri d’un buisson, d’une touffe de cactus ou dans un champ. D’après Wijeyamohan et al. (2003) la femelle assure seule l’incubation, le mâle se contentant de surveiller le territoire, et les deux parents s’occupent des poussins en restant avec eux au moins jusqu’à l’automne suivant la naissance. Mais Kahn (1997) soutient que les deux parents participent à l’incubation des œufs et que les liens du couple sont très forts. Le mâle défend âprement son territoire contre tout autre mâle.

### Statut, conservation
Cette espèce peut être localement commune et abondante, mais elle peut être aussi localement menacée par une chasse intensive et l’utilisation de pesticides dans les régions agricoles, notamment dans les cultures de coton au Pakistan. Outre ces facteurs, la destruction de l’habitat peut être parfois préoccupante. Au Sri Lanka, le francolin gris est capturé pour être utilisé comme chanteur, oiseau de combat ou simplement comme nourriture (Hennache & Ottaviani 2011).